# Лузерна
Лузѐрна (на италиански: Luserna; на немски: Lusern, Лузерн) е село и община в Северна Италия, автономна провинция Тренто, автономен регион Трентино-Южен Тирол. Разположено е на 1333 m надморска височина. Населението на общината е 258 души (към 2018 г.).